# Solec Wielkopolski
Solec Wielkopolski – przystanek kolejowy, dawniej stacja kolejowa w Solcu, w województwie wielkopolskim, w powiecie średzkim, w Polsce.

## Ruch pasażerski
| Rok  | Wymiana pasażerska na dobę |
| ---- | -------------------------- |
| 2017 | 200-299                    |
| 2022 | 300-499                    |